# Premier League de Crimea
La Premier League de Crimea és una lliga de futbol professional establerta a Crimea. Va ser creada poc després de l'annexió russa de la península, el març de 2014, disputant-se el primer partit l'agost de 2015, en un enfrontament entre el SKChF Sevastopol i el TSK-Tavria Simferopol, que va acabar en empat a 2. La lliga, que compta amb el beneplàcit de la UEFA, consta de 8 equips: TSK Simferopol, SKCHF Sevastopol, Rubin Yalta, Bakhchisaray, Yevpatoriya, Kafa, Ocean Kerch i Berkut Evpatoria.

## Equips membres
| Equip                 | Ciutat       | Pàgina web oficial |
| Bakhchisaray          | Bakhchisaray | fc-bakhchisaray.ru |
| PFC Berkut            | Armyansk     | pfcberkut.ru       |
| Kafa                  | Feodòssia    |                    |
| Ocean Kertx           | Kertx        | oceanfc.ru         |
| Rubin Yalta           | Yalta        | rubinyalta.ru      |
| SKChF Sevastopol      | Sebastòpol   | fcskchf.com        |
| TSK-Tavria Simferopol | Simferopol   | fctsk.ru           |
| Yevpatoriya           | Yevpatoriya  | fcevpatoriya.ru    |

## Palmarès
Font:
- 2015: SKChF Sevastopol (1)
- 2015-16: TSK-Tavria Simferopol (1)[8]
- 2016-17: FC Sevastopol (2)
- 2017-18: FC Ievpatòria (1)
- 2018-19: FC Sevastopol (3)
- 2019-20: FC Ievpatòria (2)
- 2020-21: FC Sevastopol (4)
- 2021-22: TSK-Tavria Simferopol (2)
- 2022: FC Sevastopol (5)